# سيمون فارنابي
سيمون فارنابي (بالإنجليزية: Simon Farnaby)‏ هو كاتب وممثل بريطاني، ولد في 2 أبريل 1972 في المملكة المتحدة.

## أعمال

### أفلام
- (2014) بادنغتون[7][8]
- (2015) بيل
- (2016)  قصة من حرب النجوم[9]

## وصلات خارجية
- سيمون فارنابي على موقع IMDb (الإنجليزية)
- سيمون فارنابي على موقع ميوزك برينز (الإنجليزية)
- سيمون فارنابي على موقع قاعدة بيانات الفيلم (الإنجليزية)